# OYSTER -EP-
『OYSTER -EP-』（オイスター イーピー）は、NICO Touches the WallsのEP。2017年12月6日にKi/oon Musicから発売された。

## 解説
バンド初のEP作品となる今作は、シングル『マシ・マシ』から約1年ぶりのCDリリース。
1形態でのリリースとなり、ボーナスディスクとして同じ曲のアコースティック盤を封入した2枚組となっている。
前作アルバム『勇気も愛もないなんて』に引き続き、共同プロデューサーに浅野尚志を迎えて制作された。浅野は同年のツアー『Fighting NICO』からサポートメンバーとしてライブにも参加している。

## 収録曲
作詞作曲：光村龍哉（「カレキーズのテーマ」のみカレキーズ）
1. mujina
2. Funny Side Up!
本作のリードトラック。ミュージックビデオが存在する。11月15日に先行ダウンロード配信、22日にストリーミング配信が開始された。
MBSテレビ・TBSテレビドラマイズム『目玉焼きの黄身 いつつぶす?』主題歌。
3. カレキーズのテーマ
4. bud end
5. Ginger lily

### ボーナスディスク
1. mujina (Acoustic ver.)
2. Funny Side Up! (Acoustic ver.)
3. カレキーズのテーマ (Acoustic ver.)
4. bud end (Acoustic ver.)
5. Ginger lily (Acoustic ver.)